# John Matchefts
John Matchefts (né le 18 juin 1931 à Eveleth et mort le 10 novembre 2013 à Colorado Springs) est un joueur américain de hockey sur glace. Lors des Jeux olympiques d'hiver de 1956, il remporte la médaille d'argent.

## Palmarès
- Médaille d'argent aux Jeux olympiques de Cortina d'Ampezzo en 1956